# Irene Urdangarin e Bourbon
Irene de Todos os Santos Urdangarin e Bourbon (Irene de Todos los Santos Urdangarin y Borbón; Barcelona, 5 de junho de 2005) é a filha mais nova e única menina da infanta Cristina de Bourbon e de seu marido, Iñaki Urdangarin, antigos duques de Palma de Maiorca. Irene ocupa a décima e última posição na linha de sucessão ao trono espanhol, atrás de seus irmãos, mãe, tia e primos.

## Nascimento e batismo
Irene nasceu às 15h55 do dia 5 de junho de 2005, na Centro Médico Teknon, em Barcelona, três meses antes do nascimento de sua prima, Leonor, Princesa das Astúrias. Na ocasião, pesava 3,685kg e media 50cm.
Foi batizada em 14 de julho de 2005, apenas um mês após seu nascimento, nos jardins do Palácio da Zarzuela, em Madrid. O cardeal Antonio Rouco Varela presidiu a cerimônia. Foram seus padrinhos:
- Rosário da Bulgária
- Pedro Lopez Quesada

Irene de Todos os Santos Urdangarin e Bourbon foi nomeada a partir de sua tia-avó materna, a princesa Irene da Grécia, irmã de sua avó, a rainha Sofia, embora no livro de Pilar Urbano, Sofia reconhece que este nome foi dado a sua neta porque gostava, mas também por sua irmã; e "de Todos os Santos" por tradição na família real espanhola.

## Educação e interesses
Em outubro de 2006, Irene já frequentava a Infantário Carles Riba, na Espanha. Esta é a mesma escola onde estudaram seus três irmãos mais velhos. Após mudar-se com seus pais e irmãos para Washington, D.C, nos Estados Unidos em 2009, passou a frequentar a escola francesa Lycee Rochambeau, onde não teve quaisquer dificuldades em adaptar-se, até o retorno da família para a Espanha, 2012. Durante o verão de 2013, mudou-se com sua mãe e irmãos para a Suíça, enquanto seu pai permaneceu na Espanha para lidar com o escândalo no qual estava envolvido. Irene então foi matriculada na Escola Internacional de Genebra, onde estuda atualmente.
Em 2 de maio de 2015, Irene realizou sua primeira comunhão numa pequena igreja de Hermance, banhada pelo lago Léman, em Genebra, na Suíça. Na cerimônia, usou o mesmo vestido que sua mãe e sua tia, Elena, usaram em suas comunhões, como impõe a tradição.
Irene é uma desportista que já foi vista a praticar caratê, hipismo e esqui. No verão, é presença constante em Palma de Maiorca para as férias com seus pais, irmãos, tios e primos.

## Títulos e estilos
- 5 de junho de 2005 - presente: "Sua Excelência, Dona Irene de Todos os Santos Urdangarin e Bourbon, Grande de Espanha"

Desde o nascimento, Irene é legalmente intitulada "Sua Excelência". Todos os filhos da infanta Cristina e da infanta Elena ostentam o título de "SE Grande de Espanha", como convém aos filhos de um Infante de Espanha. Apesar de não terem um título nobiliárquico, todos os netos do rei João Carlos I, sem distinção, são membros da família real espanhola.